# 6 (tal)
6 (sex (fil)) är det naturliga heltal som följer 5 och föregår 7.

## Inom matematiken
- det första perfekta talet, 6 = 1 + 2 + 3.
- det tredje triangeltalet
- 6 är ett jämnt tal.
- 6 är ett semiprimtal[1].
- 6 är ett Armstrongtal.
- 6 är ett rektangeltal.
- 6 är ett kvadratfritt tal.
- 6 är ett superymnigt tal
- 6 är ett unitärt perfekt tal
- 6 är ett mycket högt sammansatt tal
- 6 är ett kolossalt ymnigt tal.
- 6 är ett Schrödertal.
- 6 är ett palindromtal i det decimala talsystemet.
- 6 är ett palindromtal i det kvinära talsystemet.
- 6 är ett Ulamtal.
- 6 är ett Praktiskt tal.
- 6 är ett hexagontal.
- 6 är ett centrerat pentagontal.
- 6 är ett oktaedertal.
- 6 är ett pentagonalt pyramidtal

## Inom vetenskapen
- Kol, atomnummer 6
- M6, Fjärilshopen öppen stjärnhop i Skorpionen, Messiers katalog
- 6 Hebe, en asteroid

## I kulturen
6, sex, är ett tal med det grekiska prefixet hexa. Denna sägs stå för djup, insikter och kunskap som stimulerar sökandet efter visdom. Siffran för det sjätte sinnet.